# Okaryna
Okaryna – ludowy instrument muzyczny z grupy aerofonów wargowych, rodzaj fletu naczyniowego o wrzecionowatym korpusie. Nazwa pochodzi od włoskiego słowa occarina, oznaczającego gąskę. W Stanach Zjednoczonych często nazywa się okarynę ze względu na kształt sweet potato – słodkim ziemniakiem.

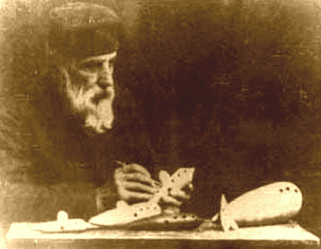
Giuseppe Donati

Okaryny najczęściej wykonuje się z wypalonej gliny albo porcelany. 
Okaryna posiada otwory boczne (najczęściej 8), które zamykane palcami grającego kształtują wysokość dźwięku. Z boku instrumentu wystaje część przyustna, służąca do zadęcia, zbudowana jak we flecie prostym.
Okarynę w znanej dziś postaci skonstruował w drugiej połowie XIX wieku Włoch Giuseppe Donati. Podobne instrumenty były jednak wytwarzane wcześniej w Chinach i Afryce. Szybko zdobyła popularność w Europie jako instrument amatorski. Próby jej udoskonalenia poprzez dodanie systemu klap i suwaków nie powiodły się. Czasami jest wykorzystywana przez kompozytorów współczesnych (m.in. Kazimierz Serocki). 
Okaryny są wytwarzane w różnych wielkościach.